# Годована Ольга Євгенівна
О́льга Євге́нівна Годо́вана (* 1991) — українська плавчиня, заслужений майстер спорту України.

## Життєпис
Народилась 1991 року в місті Київ.
У червні 2002 року встановила рекорд України — 1500 метрів плавання в ластах (категорія до 11 років) — 17.04.94. Рекорд на 800 метрів плавання в ластах (липень 2006; категорія до 15 років) — 7.10.10; також встановила 4 рекорди у віковій категорії до 17 років, 2 рекорди в дорослій категорії.
На 15-му Чемпіонаті світу з плавання в ластах у Санкт-Петербурзі здобула серпнем 2009 року 3 срібні медалі — на дистанціях 400, 800 і 1500 метрів. На 16-му Чемпіонаті світу з плавання в ластах в угорському місті Годмезевашаргей здобула бронзову нагороду — дистанція 1500 метрів.
Переможниця в березні 2013 року у місті Егер (Угорщина) 1-го етапу VIII Кубку світу з плавання в ластах.
Тренує мати Марина Олександрівна Годована.
Чемпіонка світу серед юніорів.
Рекордсменка Європи